# ویکتور آنگلس وارگاس
ویکتور آنگلس وارگاس (به انگلیسی: Víctor Angles Vargas؛ ۹ سپتامبر ۱۹۲۷  – ۲۳ فوریهٔ ۲۰۲۵) تاریخ‌نگار اهل پرو بود.